# مجلس محافظة النجف
مجلس محافظة النجف هو السلطة التشريعية والرقابية المحلية في محافظة النجف العراقية، والمسؤول عن انتخاب المحافظ ونائبه، وينتخب انتخابًا مباشرًا من قبل مواطني المحافظة.

## أعضاء المجلس
| الفائز                                         | الحزب                    | عدد الاصوات |
| ---------------------------------------------- | ------------------------ | ----------- |
| فاضل الفتلاوي                                  | تحالف نبني               | 7,646       |
| طيف الحاتمي                                    | تحالف نبني               | 7,171       |
| إيمان الساعدي                                  | تحالف نبني               | 4,047       |
| أنور الشبلاوي                                  | ائتلاف دولة القانون      | 6,980       |
| حسين الميساوي                                  | ائتلاف دولة القانون      | 4,218       |
| إنصاف الموسوي                                  | ائتلاف دولة القانون      | 1,285       |
| عدنان الزرفي (استقال وحل محله «حسن أبو السبح») | حركة الوفاء العراقية     | 8,247       |
| هبة الكوفي                                     | حركة الوفاء العراقية     | 1,269       |
| فاروق الغزالي                                  | تحالف قوى الدولة الوطنية | 4,403       |
| سهام المحنه                                    | تحالف قوى الدولة الوطنية | 1,144       |
| سمير العارفي                                   | ابشر يا عراق             | 1,460       |
| أكرم شربة                                      | حركة إدراك               | 3,317       |
| د. غيث شبع                                     | واثقون                   | 2,186       |
| زيد طارق الشمخي                                | تحالف قيم المدني         | 3,114       |
| محمد علي العباسي                               | مدار                     | 5,113       |